# HMS E46
Pour les articles homonymes, voir E46.
Le HMS E46 est un sous-marin britannique de classe E construit pour la Royal Navy par Cammell Laird à Birkenhead. Il est lancé le 4 avril 1916 et mis en service en octobre 1916. Le HMS E46 est vendu au Pays de Galles du Sud le 6 septembre 1922.

## Conception
Comme tous les sous-marins de la classe E postérieurs au E8, le E46 avait un déplacement de 662 tonnes longues (730 tonnes courtes) en surface et de 807 tonnes longues (890 tonnes courtes) en immersion. Il avait une longueur totale de 55 m et un maître-bau de 6,92 m. Il était propulsé par deux moteurs Diesel Vickers huit cylindres à deux temps de 800 chevaux (600 kW) et moteurs électriques deux moteurs électriques de 420 chevaux (310 kW),.
Le sous-marin avait une vitesse maximale de 16 nœuds (30 km/h) en surface et de 10 nœuds (19 km/h) en immersion. Les sous-marins britanniques de la classe E avaient une capacité en carburant de 50 tonnes longues (55 tonnes courtes) de gazole, et une autonomie de 2 829 milles marins (5 238 km) lorsqu’ils faisaient route à 10 nœuds (19 km/h). Ils pouvaient naviguer sous l’eau pendant cinq heures en se déplaçant à 5 nœuds (9,3 km/h).
Le E46 était armé d’un canon de pont de 12 livres QF (Quick Firing) de 3 pouces (76 mm) monté vers l’avant du kiosque. Il avait cinq tubes lance-torpilles de 18 pouces (457 mm), deux à l’avant, un de chaque côté à mi-longueur du navire et un à l’arrière. Au total, 10 torpilles étaient emportées à bord.
Les sous-marins de la classe E avaient la télégraphie sans fil d’une puissance nominale de 1 kilowatt. Sur certains sous-marins, ces systèmes ont par la suite été mis à niveau à 3 kilowatts en retirant un tube lance-torpilles du milieu du navire. Leur profondeur maximale de plongée théorique était de 100 pieds (30 mètres). Cependant, en service, certaines unités ont atteint des profondeurs supérieures à 200 pieds (61 mètres). Certains sous-marins contenaient des oscillateurs Fessenden.
Leur équipage était composé de trois officiers et 28 hommes.